# Jack Hinton
John Daniel Hinton, VC (17 de septiembre de 1909 - 28 de junio de 1997) fue un soldado neozelandés que sirvió durante la Segunda Guerra Mundial. Fue galardonado con la Cruz Victoria, el premio más alto por valentía "a cara al enemigo" que se puede otorgar a las fuerzas británicas y de la Commonwealth, por sus acciones en Kalamata el 29 de abril de 1941 durante la Batalla de Grecia.
Nacido en 1909, Hinton fue capataz del Departamento de Obras Públicas cuando comenzó la Segunda Guerra Mundial. Se ofreció como voluntario para el servicio en el extranjero con la Segunda Fuerza Expedicionaria de Nueva Zelanda y fue enviado al 20.º Batallón. Herido durante los combates en Kalamata, fue hecho prisionero de guerra e hizo varios intentos de escapar de los campamentos en Alemania. Fue liberado en abril de 1945 al avanzar las fuerzas estadounidenses. Después de la guerra, dirigió varios hoteles y también participó en la industria de las carreras de caballos hasta su jubilación en 1980. Murió en 1997 a la edad de 87 años.

## Primeros años
John Hinton, conocido como Jack, nació en Colac Bay, en Southland, Nueva Zelanda, el 17 de septiembre de 1909, uno de los siete hijos de Harry Hinton, un hombre ferroviario, y Elizabeth Mary. Fue educado en escuelas locales y la mayoría de los días, antes de comenzar las clases, ordeñaba una manada de 40 vacas.Cuando tenía 12 años, huía de casa después de una discusión con su padre. Encontró un trabajo en una tienda de comestibles en una ciudad cercana, pero después de un año firmó como gallinero a bordo de un barco ballenero noruego,que pasó la temporada de caza de ballenas de 1921/1922 en el Océano Anártico. A su regreso, y después de reconciliarse con sus padres, comenzó a trabajar como pastor. Pronto se cansó de esto y comenzó la vida de un botín, trabajando de ciudad en ciudad mientras viajaba por la Isla Sur.
Hinton pasó la mayor parte de los siguientes años en la costa oeste trabajando en la construcción de ferrocarriles, la minería de oro, la recolección de fruta,el transporte de carbón y la molienda de sierras. El deporte era una pasión; boxeaba como peso ligero y también corrió carreras a pie y jugó al rugby para Hokitika.
En la década de 1930, Hinton encontró empleo regular en el Departamento de Obras Públicas, que estaba construyendo puentes y carreteras en toda la costa oeste. Ganó respeto por su honestidad y su naturaleza trabajadora y se convirtió en capataz en el departamento.En 1937, invirtió sus ganancias en un pub para el que su futura esposa, Eunice Henriksen, tenía el contrato de arrendamiento.

## Segunda Guerra Mundial
Hoja de historia militar de Hinton del archivo de personal (1939 - 1957)
Al estallar la guerra, Hinton se alistó en la 2.ª Fuerza Expedicionaria de Nueva Zelanda (2NZEF), que estaba siendo criada para servir en el extranjero. Fue enviado al 20.º Batallón, bajo el mando del teniente coronel Howard Kippenberger, y con sede en el campamento militar de Burnham. Uno de los voluntarios más antiguos del batallón, pronto fue ascendido al rango de cabo,y poco después se convirtió en sargento.[El batallón se embarcó en Oriente Medio como parte de la 4.ª Brigada de Infantería, 2.ª División de Nueva Zelanda, en enero de 1940.
Hinton no siempre fue respetuoso con la autoridad militar. Poco después de que los neozelandeses llegaran a Egipto, estaba al mando de un escuadrón practicando en un campo de tiro cuando fue visitado por el comandante de la división, el general de división Bernard Freyberg, quien le preguntó cómo estaban disparando los hombres. "¿Cómo esperarías que dispararan bien?", respondió Hinton, "no hay suficientes raciones sangrientas, calor apestoso y arena". Freyberg le pidió que repitiera el comentario, que hizo palabra por palabra. Freyberg tomó nota del nombre de Hinton y le indicó que continuara. Hubo un aumento posterior en las raciones, mientras que el comandante de su compañía aconsejó a Hinton sobre la mejor manera de hablar con los oficiales superiores.

### Batalla de Grecia
En marzo de 1941, la 2.ª División de Nueva Zelanda fue una de las varias unidades aliadas desplegadas en Grecia para ayudar a prepararse para una invasión esperada de las tropas italianas y alemanas. Cuando la invasión comenzó el 6 de abril de 1941, el 20.º Batallón vio brevemente acción en Termópilas antes de ser retirado,pero Hinton se perdió esta lucha como lo hizo con el batallón de refuerzo de la división, que inicialmente tenía su sede en Atenas antes de trasladarse al puerto de Kalamata. Se había decidido que las fuerzas aliadas abandonarían Grecia; en Kalamata, el batallón de refuerzo, junto con varios miles de otras tropas, principalmente australianas, estaba esperando la evacuación. El 28 de abril, los neozelandeses estaban esperando el transporte cuando las unidades avanzadas de la 5.ª División Panzer alemana comenzaron a atacar la ciudad con ametralladoras y cañones autopropulsados de 6 pulgadas.
Al escuchar disparos en la distancia, Hinton, queriendo ayudar en la defensa de las posiciones aliadas, fue al cuartel general del brigadier Leonard Parrington, el oficial al mando de la evacuación. Hinton protestó con vehemencia, en un lenguaje fuerte, por una orden de Parrington de rendirse. Al ser amenazado con una corte marcial por hablar con un oficial superior de tal manera, emitió su propia amenaza de procedimiento contra Parrington por hablar derrotista y luego se fue para determinar la situación por sí mismo.Otros hombres del batallón de refuerzo estaban haciendo preparativos para mudarse a la ciudad y enfrentarse a los alemanes.[Mientras tanto, Hinton había reunido a su propio grupo de 12 soldados y los había llevado a la ciudad, pero fue atacado. Ignorando una orden de un oficial cercano de retirarse, se apresuró hacia el arma enemiga más cercana y, lanzando dos granadas, mató a la tripulación. Continuó hacia el paseo marítimo de la ciudad, limpiando dos nidos de ametralladoras ligeras y un mortero con granadas, y luego se ocupó de la guarnición de una casa donde algunos de los enemigos se estaban refugiando. Luego ayudó en la captura de una pieza de artillería, pero poco después fue disparado en el estómago, inmovilizado y capturado, uno de los aproximadamente 6.000 soldados aliados se convirtió en prisionero de guerra (POW). 

Oficialmente incluido como desaparecido en acción hasta agosto de 1941, Hinton pasó varias semanas en un hospital cerca de Atenas hasta que estuvo lo suficientemente bien como para ser trasladado a un campo de prisioneros de guerra en Alemania. Mientras tanto, una recomendación para la Cruz Victoria (VC) para Hinton fue enviada por el Mayor George Thomson, un oficial médico que había sido testigo de sus acciones en Kalamata. Después de una investigación, se tomó la decisión de otorgar a Hinton el VC, que fue debidamente publicada el 14 de octubre de 1941. La cita dice lo siguiente:
En la noche del 28 al 29 de abril de 1941, durante los combates en Grecia, una columna de fuerzas blindadas alemanas entró en Kalamata; esta columna, que contenía varios coches blindados, cañones de 2" y morteros de 3", y dos cañones de 6", convergió rápidamente en una gran fuerza de tropas británicas y neozelandesas a la espera de embarcar Cuando se dio la orden de retirarse para cubrirse, Serjeant Hinton, gritando "al infierno con esto, quién vendrá conmigo", corrió a pocos metros del cañón más cercano; el arma disparó, echándolo de menos, y lanzó dos granadas que acabaron por completo a la tripulación. Luego salió con la bayoneta seguida de una multitud de neozelandeses. Las tropas alemanas abandonaron el primer cañón de 6" y se retiraron a dos casas. Serjeant Hinton rompió la ventana y luego la puerta de la primera casa y se ocupó de la guarnición con la bayoneta. Repitió la actuación en la segunda casa y, como resultado, hasta que llegaron las abrumadoras fuerzas alemanas, los neozelandeses sostuvieron las armas. Serjeant Hinton luego cayó con una herida de bala en la parte inferior del abdomen y fue hecho prisionero.

— 

### Prisionero de guerra
El anuncio del VC de Hinton se hizo a una semana después de que el teniente Charles Upham, otro miembro del 20.º Batallón, recibió un VC por sus acciones durante los combates en la Batalla de Creta. Esto provocó una broma que circuló dentro del batallón: "Únete al 20 y consigue un VC"Mientras era prisionero de guerra en Stalag IX-C, Hinton hizo varios intentos de escape. Estaba siendo castigado con confinamiento solitario por uno de esos intentos cuando su CV fue publicada en el boletín de la ley. Fue desfilado ante sus compañeros prisioneros y el comandante del campamento le presentó una cinta VC antes de ser devuelto a su celda para completar su castigo.
En 1944, a pesar de ser un prisionero de guerra, Hinton fue contactado por la Cruz Roja Internacional para transmitir una solicitud del Partido Laborista. Le pidió que considerara presentarse como su candidato en una elección parcial en Awarua. Anteriormente había señalado su interés en seguir una carrera en política. Sin embargo, no pudo confirmar su candidatura a tiempo. 
En abril de 1945, el avance aliado hacia Alemania amenazó el campo de prisioneros de guerra de Hinton. Los alemanes evacuaron el campamento, pero Hinton, fingiendo enfermedad, se quedó atrás. Una vez que los guardias se habían ido, pudo encontrar las llaves de las puertas y salir. Pronto se puso en contacto con soldados de la 6.ª División Blindada de los Estados Unidos. Vestido con ropa civil, inicialmente fue tratado con sospecha, pero pronto convenció a los estadounidenses de su identidad. Tomó prestado un uniforme estadounidense y se adelantó a la primera línea con la 44 a División de Infantería y ayudó en la captura de tres aldeas y el redondeo de prisioneros de guerra alemanes.Los altos oficiales estadounidenses pronto se enteraron de la presencia de Hinton con sus tropas y lo enviaron a Inglaterra, donde llegó el 12 de abril de 1945. 
Hinton permaneció en Inglaterra durante más de tres meses, a la espera de su repatriación a Nueva Zelanda.Durante este tiempo, el 11 de mayo de 1945, recibió su CV del rey Jorge VI en una investidura celebrada en el Palacio de Buckingham. Charles Upham, su camarada del 20.º Batallón, recibió un bar a su VC en la misma ceremonia.El transporte finalmente disponible, Hinton partió hacia Nueva Zelanda a principios de julio y llegó el 4 de agosto de 1945.

## Vida posterior y legado
Después de regresar a casa, Hinton inicialmente estaba indeciso sobre qué hacer con su vida. Al igual que muchos de sus compañeros soldados que habían regresado a casa, luchó por adaptarse a la vida civil. También se sintió extremadamente incómodo con la atención pública que recibió debido a su condición de beneficiario de capital riesgo.Finalmente encontró trabajo en la gestión de hoteles en nombre de Dominion Breweries. Inicialmente se basó en el Thistle Hotel, un notorio establecimiento de bebidas alcohólicas en Auckland, durante tres años, durante los cuales recibió una mención tardía en los despachos por sus intentos de escape mientras era un prisionero de guerra.En diciembre de 1949 se mudó a Hamilton para administrar el Hamilton East Hotel. Este fue el primero de muchos movimientos de un país para administrar hoteles.
Durante su tiempo como hotelero, Hinton hizo varios viajes al extranjero, el primero de los cuales fue asistir a la coronación de la reina Isabel II. También asistió regularmente a las celebraciones de VC y George Cross, incluido el centenario de VC en 1956. En 1963, Eunice, con quien Jack se había casado tras la muerte de su primer marido en la década de 1950, murió de un ataque al corazón.En 1968, se casó de nuevo con Molly Schumacher, camarera del Hotel Onehunga en Auckland, que Hinton dirigía en ese momento. Mientras estuvo en Auckland, estuvo muy involucrado en la industria de las carreras de caballos y actuó como administrador en el Auckland Trotting Club.
Tumba de Hinton con lápida en el cementerio de Ruru Lawn, Christchurch, Nueva Zelanda, Sección de la Liga de los Servicemen devueltos
Hinton se retiró en 1980 y él y Molly se mudaron a Ashburton en la Isla Sur. Pasó gran parte de su jubilación pescando y en 1990 se trasladó a Christchurch para estar más cerca de los familiares de Molly.Murió el 28 de junio de 1997 y fue honrado con un funeral militar al que asistieron 800 personas. El jefe de Estado Mayor, el General de División Piers Reid, pronunció un elogio. El Parlamento de Nueva Zelanda lo honró con un minuto de silencio en una sesión el 1 de julio de 1997. Le sobrevivió su segunda esposa; no tenía hijos de ninguno de sus matrimonios. Está enterrado en Christchurch, en la Sección de la Liga de Servicios Retornados del Cementerio de Ruru Lawn. Se le recuerda con una placa en su lugar de nacimiento de Colac Bay, y el restaurante de la Asociación de Regresados de Christchurch lleva su nombre.
El VC de Hinton fue prestado por su familia al Museo del Ejército de Nueva Zelanda en Waiouru, donde está en exhibición.El 2 de diciembre de 2007, fue uno de los nueve VC entre cien medallas robadas del museo. El 16 de febrero de 2008, la policía de Nueva Zelanda anunció que todas las medallas habían sido recuperadas como resultado de una recompensa de 300.000 dólares de nuevo ofrecida por Michael Ashcroft y Tom Sturgess.